# Asarum nobilissimum
Asarum nobilissimum är en piprankeväxtart som beskrevs av Z.L. Yang. Asarum nobilissimum ingår i släktet hasselörter, och familjen piprankeväxter. Inga underarter finns listade i Catalogue of Life.